# Рабство в исламе
Рабство в исламе уходит своими корнями в доисламскую эпоху. Коран и сунна пророка Мухаммеда рассматривают рабство в качестве исключительного состояния, которое может быть изменено при определённых обстоятельствах. Ислам допускает существование рабства и считает освобождение раба одним из богоугодных дел.
В исламских источниках встречается много различных наименований рабов кроме общих абд, кинн ама и ракик (гулам, мамлюк и васиф — для раба, джария и васифа — для рабыни). Раб (рабыня), заключивший письменное соглашение о самовыкупе — мукатаб (ж.р. мукатаба). Слово абд входит составной частью в теофорные имена (например, Абдуллах, Абдуррахман).

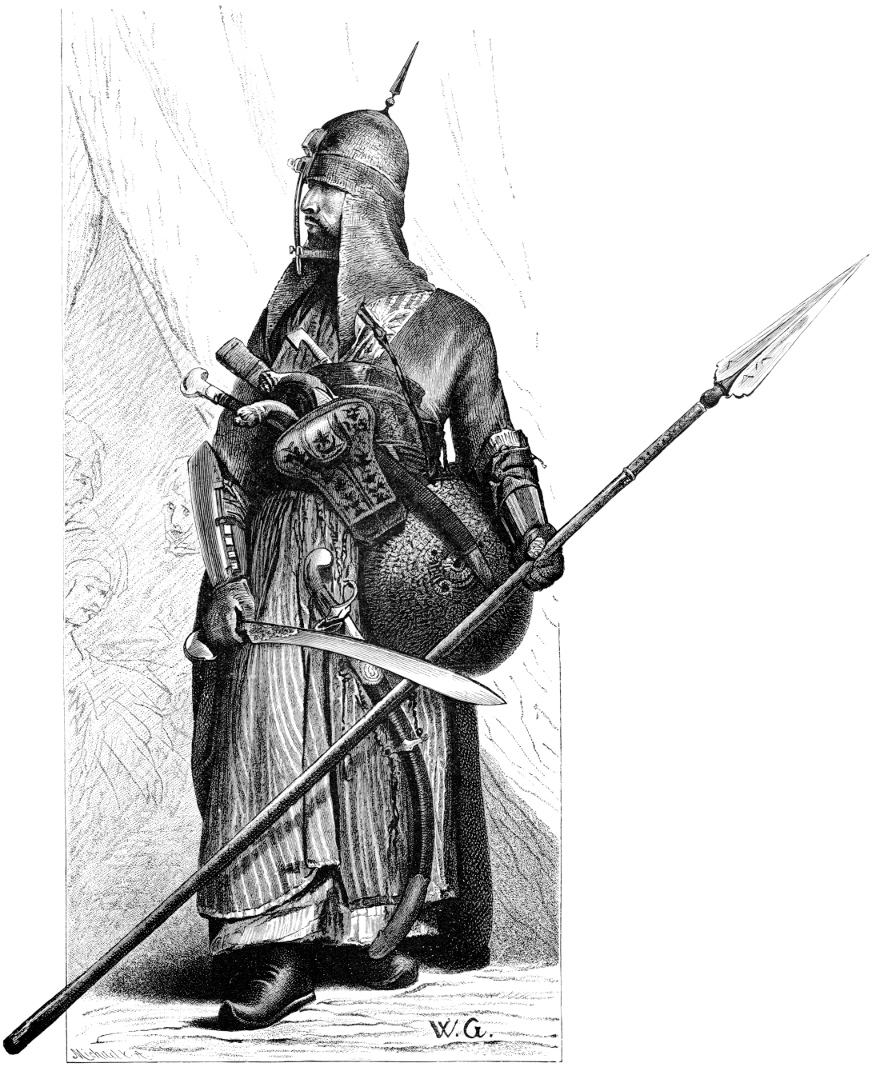
Мамлюк

## Доисламские времена
Рабство практиковалось в доисламской Аравии, как и в остальной части древнего и раннесредневекового мира. Подавляющее большинство рабов в Западной Аравии продавалось в Мекке. Рабы имели в основном эфиопское происхождение (хабаша). Среди рабов были и немногочисленные представители белой расы, которых привозили арабские караванщики или бедуинские захватчики. В арабской литературе известна история воина-поэта сына бедуина и эфиопской рабыни Кантары, который должен совершить несколько подвигов, прежде чем его отец согласится его узаконить и дать ему право наследования.
В соответствии с ближневосточной традицией, в доисламские времена рабыни занимались проституцией в пользу своих хозяев, что явно запрещено в Коране: «Пусть соблюдают целомудрие те, которые не находят возможности вступить в брак, пока Аллах не обогатит их из Своей милости. Если невольники, которыми овладели ваши десницы, хотят получить письмо о сумме выкупа, то дайте им такое письмо, если вы нашли в них добрые качества, и одарите их из имущества Аллаха, которое Он даровал вам. Не принуждайте своих невольниц к блуду ради обретения тленных благ мирской жизни, если они желают блюсти целомудрие. Если же кто-либо принудит их к этому, то Аллах после принуждения их будет Прощающим, Милосердным».

## Коран
В Коране рабы называются ’абд или ама (рабыня), а также абд мамлюк (раб-военнопленный). В отличие от раба по рождению (кинн), раб-военнопленный может быть выкуплен. В Коране также говорится о том, что раб-мусульманин лучше свободного многобожника, лучше жениться на рабыне-мусульманке, чем на свободной многобожнице. По сравнению со свободными мусульманами мусульмане-рабы вдвое хуже и настолько же меньше отвечают за свои поступки.

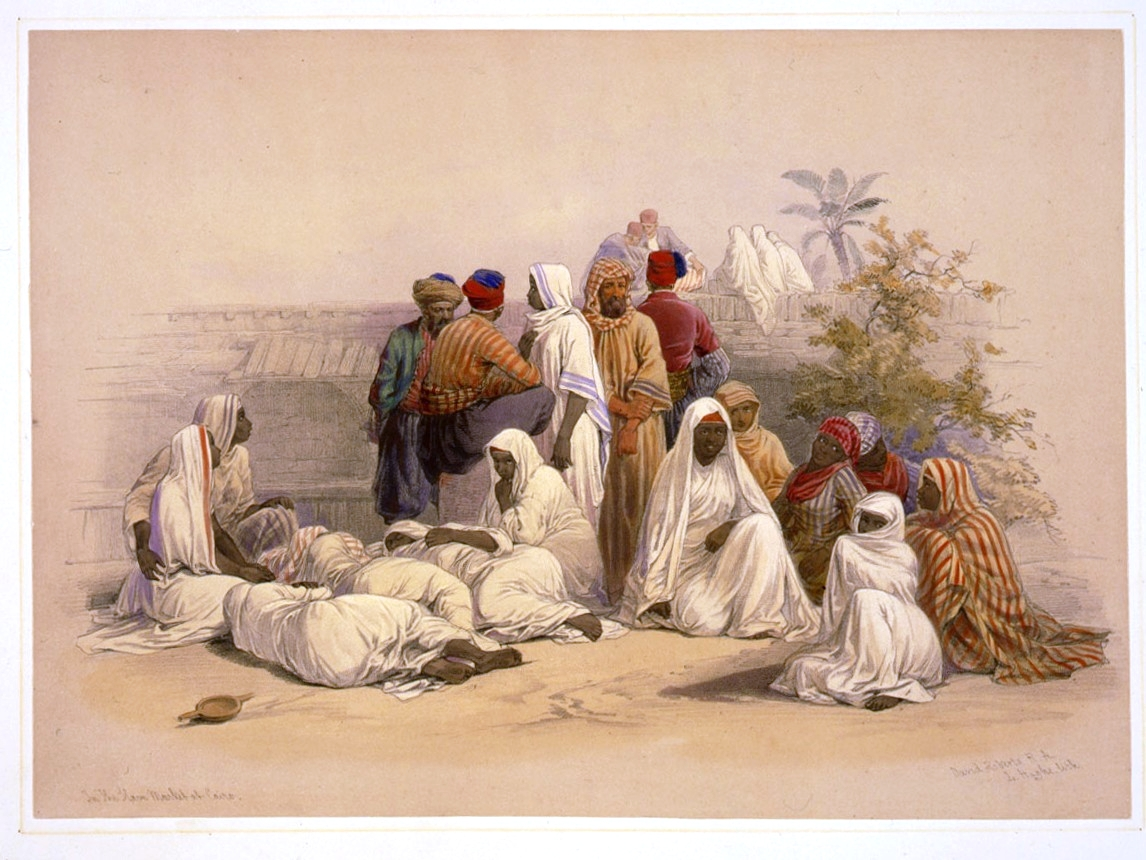
Невольничий рынок в Каире.

По Корану освобождение рабов считается похвальным поступком. Освобождение раба и помощь «тем, у кого сердца привлечены, на выкуп рабов» считается богоугодным делом. Оно может применяться в качестве искупления за совершение таких тяжких преступлений, как непреднамеренное убийство (в Коране указан «верующий раб») и лжесвидетельство. Хозяин должен с лёгкостью дать своей рабыне «грамоту об отпущении на волю». Раб упоминается среди тех, кому следует оказывать «добро» (ихсанан).
Законный брак разрешён как для рабов, так и для рабынь. Моральный долг хозяина — сосватать своих «добродетельных» рабов обоих полов. В случае необходимости свободным мусульманам позволительно жениться на рабах. Рабыня, получившая согласие от хозяина выйти замуж за свободного человека, имеет право на «разумное приданое» от своего мужа. Замужняя рабыня обязана хранить верность своему мужу, но если она совершит прелюбодеяние, то, обладая статусом рабыни, она понесёт половину наказания, предназначенного свободной замужней женщине. Наконец, Коран защищает жизнь раба по закону возмездия (кисас), но по формуле «свободный за свободного, раб за раба», которая показывает, что принцип неравенства в уголовных делах сохраняется.

## Положение раба
По исламскому законодательству, все мусульмане изначально свободны (аль-асль хува аль-хуррия). Невозможно обратить мусульманина в рабство в мусульманских владениях, в том числе и за долги. По ханафитскому праву младенец неизвестного происхождения (найденыш), найденный в местности, населенной мусульманами, считается мусульманином и свободным. При этом принятие ислама не делает раба автоматически свободным.
Правоведы всех школ признали недопустимость обращения мусульман в рабство. На практике это положение часто нарушалось, так как любого мятежника можно было не считать правоверным мусульманином. В некоторых странах практиковалось также обращение в рабство за долги. Также разрешалось обращать в рабство представителей других ветвей ислама. Например, в 1611 году суннитское духовенство в Герате издало фетву, которая разрешала невольничество шиитов, которых приравнивали к кафирам.
С точки зрения факихов, раб являлся аналогом домашнего животного. Работорговец и торговец скотом назывались — наххас, а ребёнок рабыни иногда именовался галла (приплод, доход).
Хозяин не имел права изнурять раба непосильной работой, распоряжаться его жизнью, и должен был хорошо его кормить. Наказание за плохое содержание раба не предусматривалось. Свободный, убивший чужого раба, платит хозяину виру и не наказывается лишением жизни (кияс).

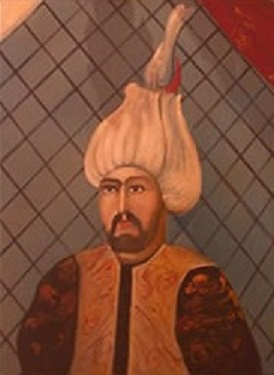
Соколлу Мехмед-паша (ум. 1579).

Раб, находящийся в полной и безусловной собственности, не имеет права на собственность и свободу передвижения. Он не отвечает за свои долги. Правоспособность раба (или рабыни), получившего разрешение хозяина вести торговлю или заниматься ремеслом (ма’зун), ограничивается пределами, дозволенными хозяином. Наследником имущества, нажитого таким рабом, был хозяин. В религиозном отношении раб-мусульманин признавался равными свободному мусульманину и превосходил немусульманина (зимми). Раб-мусульманин освобождался от уплаты закята и обязанности присутствия на пятничной молитве. Раб мог быть имамом в молитве при отсутствии свободных мусульман, способных руководить ей. Раб не мог занимать религиозную должность, требующую независимость (судья, мухтасиб, имам мечети и т. д.).
Реальное положение рабов отличалось от теоретической картины, рисуемой факихами, в худшую сторону. В некоторых случаях положение рабов было настолько трудным, что это приводило к восстаниям, таким, как восстания зинджей. При этом многие рабы достигали высокого положения в обществе в соответствии с положением хозяина. Большинство рабов было занято в домашнем хозяйстве.

Одалиска.

## Освобождение раба
Добровольное освобождение раба (и’так) в исламе считается богоугодным делом. Награда за такое деяние приравнивается к кормлению сироты или бедняка во время голода.
Освобождение раба может быть своеобразной формой штрафа, которое налагается на хозяина за непреднамеренное убийство мусульманина или за нарушение им клятвы. Освобождение должно быть фиксировано письменным свидетельством. Из жизни пророка Мухаммеда известно, что у него было в общей сложности до двух десятков известных по имени рабов, освобождённых им в разное время; две его жены были рабынями. Среди первых мусульман было немало рабов (например, Сумайя, Зейд, Билял и др.).
Наиболее распространенной формой освобождения был не самовыкуп, а освобождение по воле хозяина. Хозяин мог освободить раба по завещанию перед смертью (тадбир), при этом закон не разрешал освобождать по завещанию более 1/3 числа рабов, защищая интересы наследников. Вольноотпущенник (маула) продолжал сохранять особые отношения с бывшим хозяином или его наследником.

## Сожительство с рабыней
Права собственности на рабыню реализовывалось также сожительством с ней. В том случае, если рабыня (умм валад) родит от хозяина ребёнка, она приобретает некоторые преимущества. Если у хозяина не было свободной жены, то он мог жениться на рабыне, которая приобретала половинные права по сравнению со свободной. Дети умм валад были свободными. Многие аббасидские халифы были детьми рабынь.
Раб мог иметь собственную семью. В маликитском мазхабе раб-мужчина мог не спрашивать согласия хозяина, а рабыня обязана получить разрешение, так как при её замужестве хозяин терял право сожительства с ней. Хозяин не имел права расторгать брак своих рабов. Также рабам не требовалось разрешение хозяина для развода. Раб мог принадлежать нескольким владельцам, но сожительство совладельцев с одной рабыней не допускалось.

## Современное положение
Основная статья: История рабства в мусульманском мире
Рабство сохранялось в исламском мире до середины XX века. В Алжире отменено в 1848 году, в Средней Азии — после присоединения к Российской империи, в Иране, Ираке и Афганистане — в 1923—1929 годах, в Саудовской Аравии — в 70-х годах XX века. В Мавритании рабство отменялось в 1905, 1981 и в августе 2007 года. В настоящее время рабство допускается в таких исламских странах, как Чад, Нигер, Мали и Судан.

### На русском языке
- Большаков О. Г. Абд // Ислам: энциклопедический словарь / Отв. ред. С. М. Прозоров. — М. : Наука, ГРВЛ, 1991. — С. 6—7. — 315 с. — 50 000 экз. — ISBN 5-02-016941-2.
- Тохтиев Ш. Р. Краткая история самаркандских и бухарских «ирани» // Евразийский журнал региональных и политических исследований. — 2012. — № 33 (287). — С. 124—125.

### На иностранных языках
- ʿAbd / Brunschvig R. // Encyclopaedia of Islam. 2nd ed :  [англ.] : in 12 vol. / edited by H. A. R. Gibb; J. H. Kramers; E. Lévi-Provençal; J. Schacht; B. Lewis & Ch. Pellat. Assisted by S. M. Stern (pp. 1—330), C. Dumont and R. M. Savory (pp. 321—1359). — Leiden : E.J. Brill, 1986. — Vol. 1. — P. 24—40. (платн.) (англ.)
- Slaves and Slavery / Brockopp, Jonathan E. // Encyclopaedia of the Qurʾān. — Leiden : E. J. Brill, 2006. — Т. 5. — P. 56. (платн.) (англ.)
- The Cambridge History of Islam (англ.) / Holt, P. M[англ.]; Lambton, Ann; Lewis, Bernard. — Cambridge University Press, 1977. — ISBN 0-521-29137-2.
- Gordon, Murray. Slavery in the Arab World (англ.). — New York: New Amsterdam Press, 1987. — ISBN 1-561-31023-9.
- Lewis, Bernard. Race and Slavery in the Middle East (англ.). — New York: Oxford University Press, 1990. — ISBN 0-19-505326-5.
- Segal, Ronald. Islam's Black Slaves: The Other Black Diaspora (англ.). — New York: Farrar, Straus and Giroux, 2001.
- Martin A. Klein. Historical Dictionary of Slavery and Abolition :  [англ.]. — 2002.
- Martin, Vanessa. The Qajar Pact. I.B.Tauris (англ.). — 2005. — ISBN 1-85043-763-7.
- Clarence-Smith, Willian Gervase. Islam and the Abolition of Slavery (англ.). — Oxford University Press, 2006.